# اس‌ام‌اس مونارچ
اس‌ام‌اس مونارچ (به انگلیسی: SMS Monarch) یک کشتی دفاع ساحلی بود که طول آن ۹۹٫۲۲ متر (۳۲۵ فوت ۶ اینچ) بود. این کشتی در سال ۱۸۹۶ ساخته شد.